# 小林大門下
小林大門下（こばやしだいもんした）は、千葉県印西市の町丁。現行行政地名は小林大門下一丁目から小林大門下三丁目。郵便番号270-1316。
住宅はすべて戸建住宅で、全世帯のほぼ100%が加入する「牧の里南町内会」が地域活動を担っている。

## 地理
北は小林、北東は小林浅間、東は小林、南から西は物木に隣接している。

## 歴史
小林牧の里団地（印西市小林北、小林浅間、小林大門下）
1.計画概要 
- 開発総面積：78 万㎡（78ha =23.6 万坪）
- 宅地：48.7％、公共用地：51.3％
- 計画戸数:約1,700戸
- 計画人口:約5,300人

2.交通 
- JR 成田線「小林駅」（明治34年8 月開業）最寄り、JR 上野駅より58 分(直通)
- 北総鉄道北総線「印西牧の原駅」3.5km、日本橋駅より49 分(特急)
- ちばレインボーバス㈱小林線「印西牧の原駅」～「小林駅」16 分

3.事業経緯 
- 開発主体：三菱ケミカル㈱（旧三菱化成工業㈱）、分譲事業主体：ダイヤリックス㈱
- 昭和47年 用地買収、開発許可申請
- 昭和52年 開発許可取得
- 昭和57年 造成工事完了
- 昭和58年 分譲開始
- 昭和59年 造成工事完了
- 平成30年 販売完了

4.街の区分（計画コンセプト）
- 北エリア：駅のある街（小林北）
- 中央エリア：公園のある街（小林浅間）
- 南エリア：森のある街（小林大門下）

5.その他
- 千葉県街並み景観賞受賞（平成２年）
- 物木－滝線道路：平成24年９月開通（すずかけ通りの延伸）
- JR 小林駅橋上化：着工/平成25年８月、完成/平成27年９月
- 小林牧の里南住宅地建築協定（平成3年1月4日）  用途地域：一低専／建蔽率／50％　容積率／100%

## 世帯数と人口
2022年（令和4年）4月1日現在の世帯数と人口は以下の通りである。
| 丁目             | 世帯数  | 人口    |
| ---------------- | ------- | ------- |
| 小林大門下一丁目 | 154世帯 | 371人   |
| 小林大門下二丁目 | 229世帯 | 577人   |
| 小林大門下三丁目 | 280世帯 | 889人   |
| 計               | 679世帯 | 1,837人 |

## 小・中学校の学区
市立小・中学校に通う場合、学区は以下の通りとなる。
| 丁目             | 番地 | 小学校             | 中学校             |
| ---------------- | ---- | ------------------ | ------------------ |
| 小林大門下一丁目 | 全域 | 印西市立小林小学校 | 印西市立小林中学校 |
| 小林大門下二丁目 | 全域 | 印西市立小林小学校 | 印西市立小林中学校 |
| 小林大門下三丁目 | 全域 | 印西市立小林小学校 | 印西市立小林中学校 |

## 施設

### 一丁目
- 印西市立小林中学校
- 牧の里南町内会集会所（令和2年3月改築完成）
- 大門下児童公園（愛称：しらさぎ公園）
- だいもん下第1幼児公園
- 小林物木雨水調整池（愛称：水鳥公園）
- コンビニエンスストア（セブンイレブン印西小林店）

### 二丁目
- 新山児童公園（愛称：めじろ公園）
- にいやま第1幼児公園
- にいやま第2幼児公園

### 三丁目
- だいもん下第2幼児公園
- だいもん下第3公園
- だいもん下第4公園

## 交通

### 鉄道
- 地内に鉄道駅はないが、約1.5キロメートルの位置にあるJR成田線小林駅を利用できる。

- 鉄道の最寄り駅となる「小林駅」のあるJＲ成田線（我孫子～成田間32.9キロメートル）令和３年４月に開業120周年を迎え、同30日に記念式典が行われた。

　  我孫子成田間は、明治34年（1901年）年２月２日、既存の佐倉～佐原間で運行していた、成田鉄道線を成田で分岐し、成田～安食間が開通し、同４月１日には我孫子まで延伸された。
- バス利用となるが約3.0キロメートルに「関東の駅百選」に選ばれた北総鉄道北総線の印西牧の原駅がある。

### バス
- ちばレインボーバス

　　小林線（小林駅北口）-小林中学校-（印西牧の原駅口）
- 印西市ふれあいバス[5][6]
  - 東ルート（小林・平岡循環ルート）[7]
    - （木下駅） - 小林中学校前 - （木下駅）